# Jos Hooiveld
Jos Hooiveld, né le 22 avril 1983 à Zeijen aux Pays-Bas, est un joueur de football néerlandais, qui évolue au poste de défenseur central.

## Biographie
Il commence sa carrière en 2003 sous le maillot du SC Heerenveen en Eredivisie, avant d'être prêté au FC Zwolle, en deuxième division, de 2004 à 2006. Il part alors en Autriche, au Kapfenberger SV, où il ne reste que quelques mois avant de signer à l'Inter Turku en Finlande. Il y reste deux saisons, étant donné à chaque fois meilleur défenseur du championnat, et y remporte en 2008 le championnat et la coupe de la Ligue.
En 2009, il signe à l'AIK Stockholm, en Suède, où il remporte de nouveau le championnat et la coupe de Suède. 
En janvier 2010, il est recruté part les Écossais du Celtic FC, mais peine à s'y imposer. En janvier 2011 il est prêté au FC Copenhague, avec lequel il remporte un nouveau titre de champion. Pourtant le club danois ne le conserve pas. En août 2011, il est prêté à Southampton, en Angleterre.
Le 1er décembre 2011, il est officiellement transféré à Southampton pour un montant non rendu public.
Le 1er septembre 2014 il est prêté à Norwich City.

## Clubs Successifs
- 2002-2006 :  SC Heerenveen
  - jan. 2005-2006 :  PEC Zwolle (prêt)
- 2006-déc . 2006 :  Kapfenberger SV
- jan. 2007-déc. 2008 :  Inter Turku
- jan. 2009-jan. 2010 :  AIK Solna
- jan. 2010-nov. 2011 :  Celtic Glasgow
  - jan. 2011-2011 :  FC Copenhague (prêt)
- 2011-nov. 2011 :  Southampton (prêt)
- déc. 2011 - mai 2015 :  Southampton
  - 2014 :  Norwich City (prêt)
  - 2014-2015 :  Millwall (prêt)

### Palmarès
- Vice-champion du Championnat d'Angleterre D2 : 2012